# أوتو مولر (أستاذ جامعي)
أوتو مولر (بالألمانية: Otto Mueller)‏ هو مصصم جرافك ورسام ألماني، ولد في 16 أكتوبر 1874 في Lubawka ‏ في بولندا، وتوفي في 24 سبتمبر 1930 في فروتسواف في بولندا.

## وصلات خارجية
- أوتو مولر على موقع الموسوعة البريطانية (الإنجليزية)